# Scorpaenopsis lactomaculata
Scorpaenopsis lactomaculata är en fiskart som först beskrevs av Herre, 1945.  Scorpaenopsis lactomaculata ingår i släktet Scorpaenopsis och familjen Scorpaenidae. Inga underarter finns listade i Catalogue of Life.